# Teobald V de Blois
Teobald V de Blois (? - 20 de gener de 1191), també coneguda com el Bon Teobald (en francès:Thibaut li Bon), va ser comte de Blois (1151-1191).

## Orígens familiars
Era fill de Teobald II de Xampanya i Matilda de Caríntia, i germà petit d'Enric I de Xampanya.

## Matriomni i descendents
Primer es va casar amb Sibil·la de Chateaurenault, que el va fer senyor de Chateaurenault. A continuació es va casar amb Alix de França, filla de Lluís VII de França i la seva primera esposa Elionor d'Aquitània. Van tenir set fills:
- Teobald, d. joves
- Felip, d. joves
- Enric, d. joves
- Lluís I de Blois
- Alix, abadessa de Fontevrault
- Margarida de Blois, que es va casar amb Walter d'Avesnes, a qui el seu nebot Teobald VI de Blois va deixar el comtat de Blois
- Isabel de Blois, a qui el seu nebot Teobald VI de Blois va deixar el comtat de Chartres i el senyoriu (de Chateaurenault.

## La Tercera Croada
Tot i que era el segon fill, Teobald va heretar el comtat de Blois (incloent el comtat Chartres quan el seu germà gran Enric I de Xampanya va decidir quedar-se només el comtat de Xampanya. Segons fonts jueves medievals el 1171 Teobald va ser el responsable d'orquestrar el primer Libel de sang contra els jueus a l'Europa continental. Com a resultat d'un estudi patrocinat per l'església, 30 o 31 membres de la comunitat jueva van ser cremats a la foguera. Teobald va viure principalment a Chartres i va reconstruir la muralla de la ciutat. Després va unir-se al seu germà Enric I de Xampanya en la seva guerra contra el jove rei Felip II de França. Després es va reconciliar amb el rei i va participar en la Tercera Croada. Va arribar l'estiu de 1190 a Terra Santa i va morir el 20 de gener de 1191 durant el Setge d'Acre (1189–1191).
| Precedit per: Teobald II de Xampanya | Comte de Blois 1151–1191 | Succeït per: Lluís I de Blois |